# Accidente del DC-3 de Mexicana en Popocatépetl de 1949
El accidente del Mexicana DC-3 de 1949 fue un accidente de aviación ocurrido el 26 de septiembre de 1949, cuando un avión tipo Douglas DC-3 de la aerolínea Mexicana de Aviación, se encontraba en ruta al Aeropuerto Internacional Benito Juárez de Ciudad de México, México. El aeroplano se estrelló contra el volcán Popocatépetl, matando a las 24 personas a bordo, incluidos los tripulantes. La aeronave, registrada como XA-DUH, volaba desde Tapachula en una ruta que se originaba en Tuxtla Gutiérrez, con escalas intermedias en Ixtepec y Oaxaca. Entre los muertos se encontraron la actriz Blanca Estela Pavón y el senador Gabriel Ramos Millán. El piloto del DC-3 fue identificado como Alfonso Reboul Lasscassies.

## Accidente
El DC-3 salió de Tapachula a las 12:40 hora local, para un vuelo de una hora con destino a Ciudad de México. Según las investigaciones, el DC-3 que volaba en la ruta ese día enfrentó severas turbulencias al llegar a la ciudad. El piloto se comunicó con una base de la fuerza aérea y les dijo que estaban muy cerca del volcán. Al llegar a muy bajos pies de altura, el aeroplano chocó directamente contra el volcán en una zona conocida como «pico del fraile», provocando la muerte instantánea de todas las personas a bordo y destruyendo por completo el avión.

## Datos adicionales
Se suponía que el escritor mexicano y más tarde político, Andrés Henestrosa, tomaría este vuelo con su amigo, el senador Ramos Millán. Henestrosa tuvo una premonición y en su lugar abordó un tren con dirección a Ciudad de México.